# Acide zaragozique

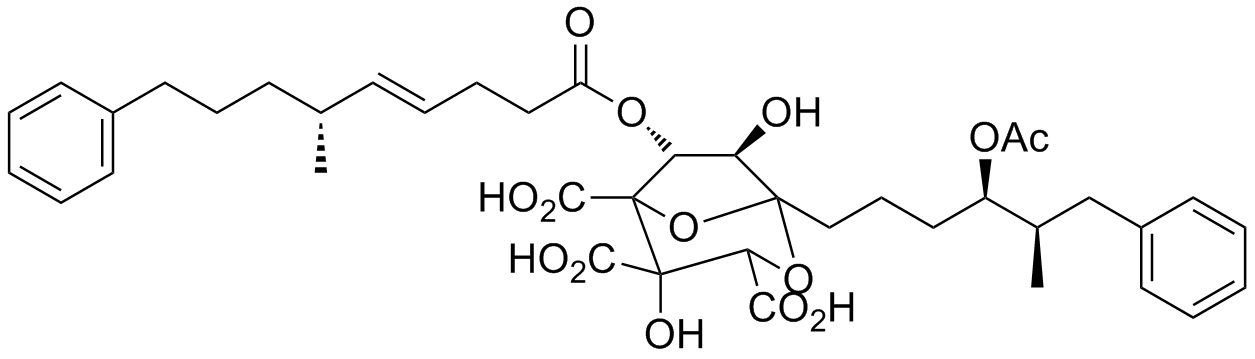
Formule topologique d'un acide zaragozique

Les acides zaragoziques sont une famille de produits naturels produits par des fungi. Les premiers acides zaragoziques, caractérisés, A, B, et C ont été isolés à partir d'une culture de champignons stériles (en), respectivement Sporormiella (en) intermedia et L. elatius (en) à proximité de la ville de Saragosse (Zaragoza en espagnol et en anglais), en Espagne. Cette famille de produits naturels possède une unique structure 4,8-dioxabicyclo[3.2.1]octane et varie dans ses chaines secondaires 1-alkyl et 6-alcyl.

## Utilisation
Les acides zaragoziques sont de puissants inhibiteurs du S. cerevisiae, des squalènes synthases (en) et donc inhibiteurs de la voie du mévalonate. La squalène synthase est la première enzyme engagée dans la synthèse du stérol, catalysant la condensation réductive du farnésyl-pyrophosphate pour former la squalène. Étant un inhibiteur de la squalène synthase, l'acide zaragozique produit un taux plasmatique du cholestérol plus faible chez les primates. Le traitement des rats avec l'acide zaragozique A est responsable d'une augmentation des niveaux d'ARNm des récepteurs hépatiques des lipoprotéines de basse densité (LDL).
Les acides zaragoziques sont aussi inhibiteurs de farnésyl transférase.
Les acides zaragoziques D et D2 ont été isolés du champignon kératinophile Amauroascus niger.

## Biosynthèse
La voie de biosynthèse principale se fait via une voie de polycétide synthase à partir de 10 acétates, 4 méthyls de méthionines, 1 succinate et 1 acide benzoïque.